# Eburophora
Eburophora is een kevergeslacht uit de familie van de boktorren (Cerambycidae). De wetenschappelijke naam van het geslacht werd voor het eerst geldig gepubliceerd in 1855 door White.

## Soorten
Eburophora omvat de volgende soorten:
- Eburophora eburata (Pascoe, 1865)
- Eburophora octoguttata White, 1855